# Batang Kabung (Koto Tangah)
Batang Kabung is een bestuurslaag in het regentschap Padang van de provincie West-Sumatra, Indonesië. Batang Kabung telt 12.175 inwoners (volkstelling 2010).